# 巴里圖國家公園
巴里圖國家公園（西班牙語：Parque nacional Baritú）是阿根廷薩爾塔省的國家公園，位於該國西北部，面積720平方公里，成立於1974年4月27日，每年平均降雨量約900至1,300毫米。

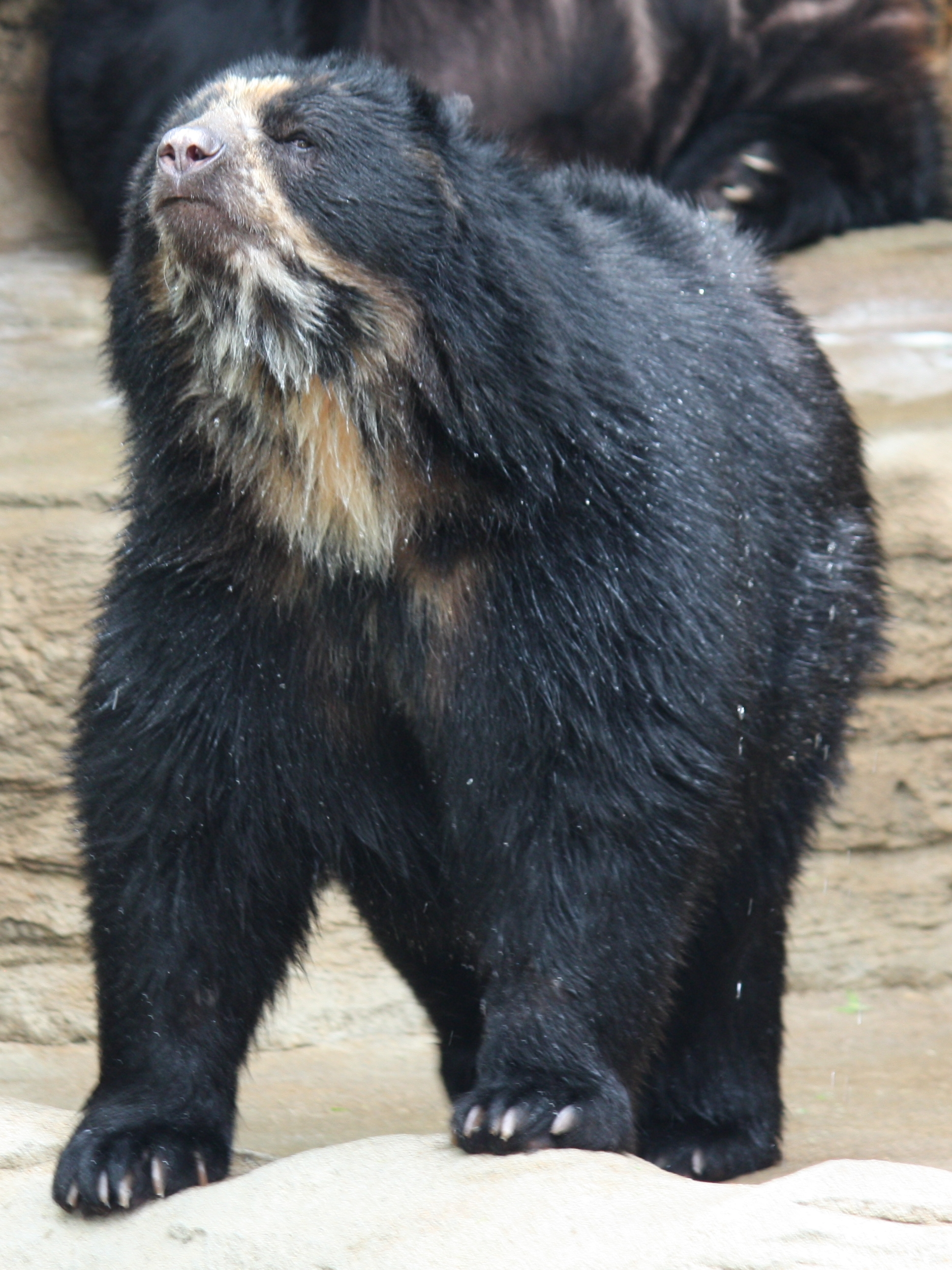
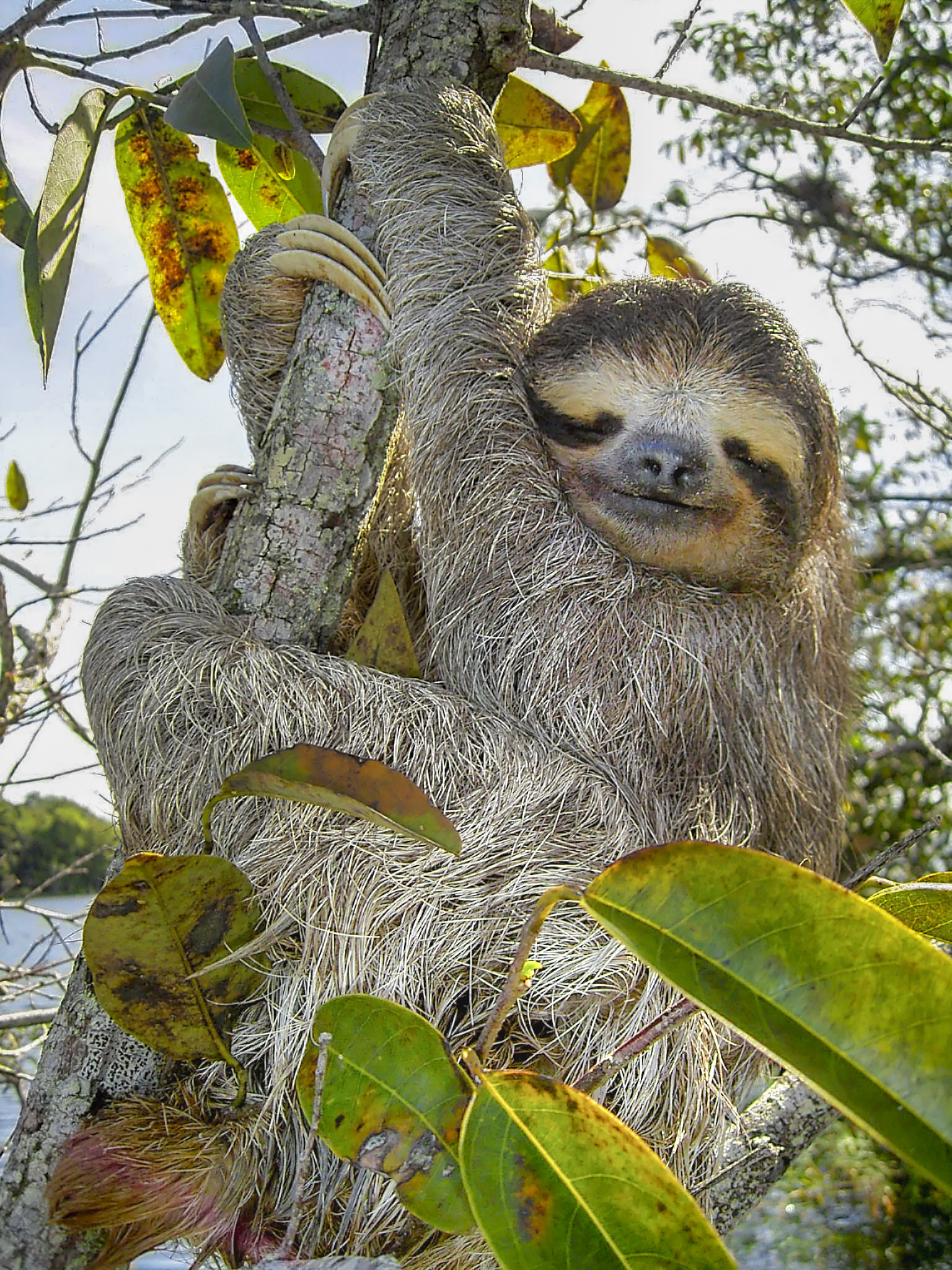

## 外部連結
- Administración de Parques Nacionales - National Parks Administration of Argentina (in Spanish and English)
- National Parks of the Yungas